# Raymond Foucart
Pour les articles homonymes, voir Foucart (homonymie).
Raymond Foucart, né à Bruxelles le 21 juin 1872 et décédé à Schaerbeek le 1er avril 1941, a été bourgmestre de Schaerbeek de 1921 à 1927.

## Hommages et Distinction
La commune de Schaerbeek a donné son nom à une avenue.
La distinction suivante lui a été décernée :
- Chevalier de la Légion d'honneur en 1923 pour services rendus à la France pendant la Première Guerre mondiale.